# Mine de Toromocho
 (mars 2025).
La mine de Toromocho est une mine à ciel ouvert de cuivre située dans la région de Junín au Pérou. Elle est détenue par Chinalco.